# 藤田尚志
藤田 尚志（ふじた たかし、1954年（昭和29年） - ）は、日本の免疫学者、京都大学医生物学研究所客員教授。理学博士（早稲田大学）。

## 活動
米国留学時代にノーベル生理学医学賞受賞者で後にアメリカ科学振興協会副会長を務めるデビッド・ボルティモアに師事。ウイルス感染を感知するセンサー機能を酵素の一種であるRIG-Iが果たしていることを発見し、そのメカニズムを明らかにした。

## 経歴
- 早稲田大学高等学院卒業
- 1977年 早稲田大学教育学部理学科生物学専修卒業（理学士）
- 1982年 早稲田大学大学院理工学研究科修了（理学博士）
- 1982年 国立予防衛生研究所研究生
- 1984年 大阪大学細胞工学センター助手
- 1990年 ホワイトヘッド研究所ポストドクトラルフェロー
- 1991年 ロックフェラー大学ポストドクトラルフェロー
- 1993年 東京都臨床医学総合研究所腫瘍細胞研究部門室長
- 2005年 京都大学ウイルス研究所教授

## 主な受賞歴
- 1989年 日本生化学会奨励賞
- 2006年 The Seymour & Vivian Milstein Award
- 2010年 小島三郎記念文化賞
- 2014年 野口英世記念医学賞